# Конституционный обычай
Конституцио́нный обы́чай — исторически сложившееся общепринятое неписаное правило, применяемое наравне с нормами конституции страны. В ряде стран, использующих общее право в своей законодательной  и исполнительной практике, конституционные обычаи являются неотъемлемой (хотя и не всегда обязательной к исполнению) частью некодифицированных конституций. В ряде случаев конституционные обычаи являются формальным закреплением исторически сложившейся практики администрирования и управления высшими органами управления страны.

## Примеры
- Вероятно, самым известным конституционным обычаем в мире является правило в США о том никто не может быть избран на должность президента более двух раз. Это возникшее как конституционный обычай положение стало нормой права лишь в 1951 году.
- В Германии со времен Веймарской республики сложился конституционный обычай, что самая крупная по числу депутатов фракция Бундестага представляет кандидатуру на пост председателя Бундестага и рассчитывает на поддержку остальных фракций, причем неважно, является ли эта фракция правящей (успешно сформировавшей правящую коалицию, или оппозиционной).
- Во Франции существует неписаное правило, обязывающее президента назначить премьер-министром страны лидера или иного представителя победившей на парламентских выборах партии и сформировать из ее членов правительство.
- В Швейцарии существует «магическая» формула «Zauberformel» (2+2+2+1) вхождения представителей партий в Федеральный совет (правительство). Она появилась в 1959 году, когда в Федеральный совет вошли представители ведущих политических партий, три из которых получили наибольшую поддержку избирателей, при этом Социал-демократическая партия, Свободно-демократическая партия и Христианско-демократическая народная партия получили по два места, а уступившая им по числу голосов Партия крестьян, ремесленников и бюргеров — одно[1].

См. также: Правовой обычай